# إيديتات كالسيوم ثنائي الصوديوم
إيديتات كالسيوم ثنائي الصوديوم وهو دواء يستخدم لعلاج التسمم بالرصاص.
وهذا يشمل التسمم بالرصاص على المدى القصير والطويل  ، يتم استخدام ثنائي صوديوم كالسيوم الإيديتات بالاضافه إلى دواء ديمركابرول لمرضى اعتلال الدماغ  ، لكنه غير غير فعال بالنسبة لسمية رباعي ايثل الرصاص.
يعطى هذا الدواء عن طريق الحقن البطيء في الوريد أو في العضل.

وتشمل الآثار الجانبية الشائعة الألم في موقع الحقن. الآثار الجانبية الأخرى قد تشمل مشاكل في الكلى والإسهال والحمى وآلام العضلات وانخفاض ضغط الدم.
الفوائد عند الاستخدام في الحمل هي على الأرجح أكبر من المخاطر.
يتكون الدواء من ملح الايديتات بالإضافة إلى مركبين من الصوديوم وذرة كالسيوم.
وهو يعمل عن طريق ربط عدد من المعادن الثقيلة  واخراجهم من الجسم في البول.

في قائمة منظمة الصحة العالمية للأدوية الأساسية، كان ثنائي صوديوم كالسيوم الإيديتات من الأدوية الأكثر فعالية وآمنة في النظام الصحي  ، في الولايات المتحدة، فان تكاليف العلاج من 50 إلى 100 دولار أمريكي، إديتات الصوديوم هو صيغة مختلفة وله اثار مختلفة أيضا.

## الاستخدامات الطبية
الاستخدام في المقام الأول هو لعلاج التسمم بالرصاص  يستخدم في سمية الرصاص كبديل لدواء سوسيمر.
ويمكن أن تستخدم أيضا في سمية البلوتونيوم.

## التاريخ
وقد جاء ثنائي صوديوم كالسيوم الإيديتات إلى الاستخدام الطبي في الولايات المتحدة في عام 1953.